# Phyllotreta distincta
Phyllotreta distincta là một loài bọ cánh cứng trong họ Chrysomelidae. Loài này được Monnot miêu tả khoa học năm 1914.